# Arnaud Démare
Arnaud Démare (ur. 26 sierpnia 1991 w Beauvais) – francuski kolarz szosowy, dwukrotny wicemistrz Europy w wyścigu ze startu wspólnego (2020, 2022).

## Osiągnięcia
Opracowano na podstawie:

2008
- 1. miejsce w klasyfikacji górskiej Trophée Centre Morbihan
- 3. miejsce w Ledegem-Kemmel-Ledegem
- 1. miejsce w klasyfikacji punktowej Tour de l’Abitibi
  - 1. miejsce na 1. etapie
- 1. miejsce na 4. etapie Coupe des Nations Abitibi

2009
- 3. miejsce w Bernaudeau Junior
- 2. miejsce w Paryż-Roubaix juniorów
- 3. miejsce w mistrzostwach Europy juniorów (start wspólny)
- 2. miejsce w mistrzostwach świata juniorów (start wspólny)
- 3. miejsce w Tour of Istria
  - 1. miejsce na 3. etapie

2010
- 1. miejsce na 4. etapie Coupe des Nations Ville Saguenay
- 1. miejsce w Grand Prix de la ville de Pérenchies

2011
- 1. miejsce w La Côte Picarde
- 1. miejsce na 1. i 4. etapie Coupe des Nations Ville Saguenay
- 1. miejsce w GP de Pont à Marcq
- 1. miejsce na 3. etapie Tour Alsace
- 1. miejsce w mistrzostwach świata U23 (start wspólny)

2012
- 1. miejsce na 6. etapie Tour of Qatar
- 1. miejsce w Le Samyn
- 1. miejsce w klasyfikacji punktowej Driedaagse van West-Vlaanderen
  - 1. miejsce na 2. etapie
- 1. miejsce w Cholet-Pays de la Loire
- 1. miejsce na 2. etapie Route du Sud
- 2. miejsce w Halle–Ingooigem
- 2. miejsce w mistrzostwach Francji (start wspólny)
- 1. miejsce w Vattenfall Cyclassics

2013
- 1. miejsce w Grand Prix de Denain
- 1. miejsce w Quatre Jours de Dunkerque
  - 1. miejsce w klasyfikacji punktowej
  - 1. miejsce w klasyfikacji młodzieżowej
  - 1. miejsce na 1., 2. i 3. etapie
- 1. miejsce na 4. etapie Tour de Suisse
- 1. miejsce w RideLondon-Surrey Classic
- 1. miejsce na 2. etapie Eneco Tour
- 1. miejsce w Grand Prix d’Isbergues
- 2. miejsce w Paryż-Bourges
- 3. miejsce w Paryż-Tours

2014
- 1. miejsce na 6. etapie Tour of Qatar
- 2. miejsce w Gandawa-Wevelgem
- 1. miejsce w Quatre Jours de Dunkerque
  - 1. miejsce w klasyfikacji punktowej
  - 1. miejsce w klasyfikacji młodzieżowej
  - 1. miejsce na 1. i 2. etapie
- 1. miejsce w Tour de Picardie
  - 1. miejsce w klasyfikacji punktowej
  - 1. miejsce na 2. i 3. etapie
- 1. miejsce w Halle–Ingooigem
- 1. miejsce w mistrzostwach Francji (start wspólny)
- 3. miejsce w Brussels Cycling Classic
- 1. miejsce w Kampioenschap van Vlaanderen
- 1. miejsce w Grand Prix d’Isbergues
- 1. miejsce w Tour de l’Eurométropole
  - 1. miejsce w klasyfikacji punktowej
  - 1. miejsce w klasyfikacji młodzieżowej
  - 1. miejsce na 1., 2. i 4. etapie

2015
- 1. miejsce na 2. i 3. etapie Baloise Belgium Tour

2016
- 1. miejsce na 1. (jazda drużynowa na czas) i 2. etapie La Méditerranéenne
- 1. miejsce na 1. etapie Paryż-Nicea
- 1. miejsce w Mediolan-San Remo
- 1. miejsce w klasyfikacji punktowej Route du Sud
  - 1. miejsce na 5. etapie
- 2. miejsce w Brussels Cycling Classic
- 1. miejsce w Binche-Chimay-Binche
- 2. miejsce w Paryż-Tours

2017
- 1. miejsce na 1. i 4. etapie Étoile de Bessèges
- 1. miejsce na 1. etapie Paryż-Nicea
- 1. miejsce w Grand Prix de Denain
- 1. miejsce na 2. etapie Quatre Jours de Dunkerque
- 1. miejsce w klasyfikacji punktowej Critérium du Dauphiné
  - 1. miejsce na 2. etapie
- 1. miejsce w Halle-Ingooigem
- 1. miejsce w mistrzostwach Francji (start wspólny)
- 1. miejsce na 4. etapie Tour de France
- 2. miejsce w EuroEyes Cyclassics
- 1. miejsce w Brussels Cycling Classic

2018
- 2. miejsce w Kuurne-Bruksela-Kuurne
- 1. miejsce na 1. etapie Paryż-Nicea
- 3. miejsce w Mediolan-San Remo
- 3. miejsce w Gandawa-Wevelgem
- 1. miejsce na 8. etapie Tour de Suisse
- 1. miejsce na 18. etapie Tour de France
- 2. miejsce w EuroEyes Cyclassics
- 1. miejsce w Tour du Poitou-Charentes
  - 1. miejsce w klasyfikacji punktowej
  - 1. miejsce na 1., 2., 3., 4. i 5. etapie

2019
- 1. miejsce na 10. etapie Giro d’Italia
- 1. miejsce w klasyfikacji punktowej Route d’Occitanie
  - 1. miejsce na 2. i 4. etapie
- 1. miejsce na 4. etapie Tour de Wallonie
- 2. miejsce w Okolo Slovenska
  - 1. miejsce w klasyfikacji punktowej
  - 1. miejsce na 3. etapie

2020
- 1. miejsce w Mediolan-Turyn
- 1. miejsce w Tour de Wallonie
  - 1. miejsce w klasyfikacji punktowej
  - 1. miejsce na 2. i 4. etapie
- 1. miejsce w mistrzostwach Francji (start wspólny)
- 2. miejsce w mistrzostwach Europy (start wspólny)
- 1. miejsce w Tour Poitou-Charentes en Nouvelle-Aquitaine
  - 1. miejsce w klasyfikacji punktowej
  - 1. miejsce na 1., 2. i 4. etapie
- 1. miejsce na 2. etapie Tour de Luxembourg
- 1. miejsce w klasyfikacji punktowej Giro d’Italia
  - 1. miejsce na 4., 6., 7. i 11. etapie

2021
- 1. miejsce w La Roue Tourangelle
- 1. miejsce w klasyfikacji punktowej Volta a la Comunitat Valenciana
  - 1. miejsce na 2. i 5. etapie
- 1. miejsce w Boucles de la Mayenne
  - 1. miejsce w klasyfikacji punktowej
  - 1. miejsce na 2., 3. i 4. etapie
- 1. miejsce na 2. etapie Route d’Occitanie
- 2. miejsce w Paryż-Bourges
- 1. miejsce w Paryż-Tours

2022
- 1. miejsce w klasyfikacji punktowej Giro d’Italia
  - 1. miejsce na 5., 6. i 13. etapie
- 1. miejsce na 1. etapie Route d’Occitanie
- 1. miejsce w klasyfikacji sprinterskiej Tour de Pologne
  - 1. miejsce na 7. etapie
- 2. miejsce w mistrzostwach Europy (start wspólny)
- 2. miejsce w Egmont Cycling Race
- 2. miejsce w Druivenkoers Overijse
- 2. miejsce w Primus Classic
- 1. miejsce w Grand Prix d’Isbergues
- 2. miejsce w Tour de Vendée
- 2. miejsce w Paryż-Bourges
- 1. miejsce w Paryż-Tours

2023
- 2. miejsce w Boucles de la Mayenne
  - 1. miejsce w klasyfikacji punktowej
  - 1. miejsce na 2. etapie
- 1. miejsce w Brussels Cycling Classic
- 1. miejsce w Tour de Vendée
- 1. miejsce w Paryż-Bourges

2024
- 1. miejsce w klasyfikacji punktowej Tour Poitou-Charentes en Nouvelle-Aquitaine
  - 1. miejsce na 4. etapie
- 1. miejsce w Paryż-Chauny

## Rankingi
| Rok              | 2010 | 2011 | 2012 | 2013 | 2014 | 2015 | 2016 | 2017 | 2018 | 2019 | 2020 | 2021 | 2022 | 2023 | 2024 |
| ---------------- | ---- | ---- | ---- | ---- | ---- | ---- | ---- | ---- | ---- | ---- | ---- | ---- | ---- | ---- | ---- |
| UCI World Tour   |      |      | 60.  | 122. | 67.  | 98.  | 25.  | 30.  | 21.  |      |      |      |      |      |      |
| World Ranking    |      |      |      |      |      |      | 26.  | 18.  | 19.  | 84.  | 9.   | 51.  | 14.  | 76.  | 202. |
| UCI Europe Tour  | 199. | 29.  |      |      |      |      | 21.  | 6.   | 30.  | 70.  | 8.   | 43.  | 12.  | 59.  | -    |
| UCI America Tour | 248. | 129. |      |      |      |      | -    | -    | -    |      |      |      |      |      |      |
| UCI Oceania Tour | 21.  | -    |      |      |      |      | -    | -    | -    |      |      |      |      |      |      |
|                  |      |      |      |      |      |      |      |      |      |      |      |      |      |      |      |
| Źródło: UCI      |      |      |      |      |      |      |      |      |      |      |      |      |      |      |      |